# Bledar Sejko
Bledar Sejko (Tirana, 19 febbraio 1971) è un chitarrista e cantante albanese.
Il primo gruppo di Sejko, che comprendeva Redon Makashi ed Elton Deda, fu uno dei primi gruppi pop dell'Albania creati in clandestinità alla fine degli anni '80: il regime comunista non consentiva alla musica pop e rock di essere registrata, eseguita o trasmessa. È stato il fondatore dei Megahertz, la prima rock band albanese.
Ha partecipato al Festivali i Këngës nel 1992 con il suo gruppo Thunder Way.
Ha rappresentato l'Albania al Eurovision Song Contest 2013 a Malmö con la sua canzone  Identitet insieme a Adrian Lulgjuraj, con il quale ha vinto nel 2012 il Festivali i Këngës. È apparso anche nell'edizione 2011 del ESC, esibendosi al fianco di Aurela Gaçe nella canzone Feel the Passion.